# 铁盖乡
铁盖乡，是中华人民共和国青海省海南藏族自治州共和县下辖的一个乡镇级行政单位。

## 行政区划
铁盖乡下辖以下地区：
马汉台村、委曲村、托勒台村、上合乐寺村、吾雷村、七台村、铁盖村、拉干村、下合乐寺村、拉才村和哈汉土亥村。